# سگ باسکرویل (فیلم ۲۰۰۲)
سگ باسکرویل (انگلیسی: The Hound of the Baskervilles) فیلمی است که در سال ۲۰۰۲ منتشر شد. از بازیگران آن می‌توان به ریچارد روکسبرگ، یان هارت و ریچارد ای گرانت اشاره کرد.